# Fredrikstad tingrett
Fredrikstad tingrett is een tingrett (kantongerecht) in de Noorse fylke Østfold. Het gerecht is gevestigd in Fredrikstad.  Het gerechtsgebied omvat de gemeenten Fredrikstad en Hvaler. Het gerecht maakt deel uit van het ressort van Borgarting lagmannsrett. In zaken waarbij beroep is ingesteld tegen een uitspraak van Fredrikstad zal de zitting van het lagmannsrett meestal worden gehouden in Sarpsborg.